# Nowe Sioło (obwód tarnopolski)
Nowe Sioło (ukr. Нове Село, Nowe Seło) – wieś na Ukrainie, w obwodzie tarnopolskim, w rejonie tarnopolskim, w hromadzie Skoryki. W 2001 roku liczyła 650 mieszkańców.
Pierwszy raz wzmiankowana w 1468 roku. W II Rzeczypospolitej miejscowość była siedzibą gminy wiejskiej Nowe Sioło w powiecie zbaraskim, w województwie tarnopolskim.
Do 2020 w rejonie podwołoczyskim.